# Nuevo Progreso, Santa María Petapa
Nuevo Progreso är en ort i Mexiko.   Den ligger i kommunen Santa María Petapa och delstaten Oaxaca, i den sydöstra delen av landet, 500 km sydost om huvudstaden Mexico City. Nuevo Progreso ligger 190 meter över havet och antalet invånare är 153.
Terrängen runt Nuevo Progreso är kuperad åt nordväst, men åt sydost är den platt. Runt Nuevo Progreso är det ganska glesbefolkat, med 45 invånare per kvadratkilometer. Närmaste större samhälle är Colonia Rincón Viejo, 0,91 km söder om Nuevo Progreso. Omgivningarna runt Nuevo Progreso är en mosaik av jordbruksmark och naturlig växtlighet.